# Veselinjka
Veselinjka je žensko osebno ime.

## Izvor imena
Ime Veselinjka je izpeljano iz ženskega imena Veselka.

## Pogostost imena
Po podatkih SURS je bila na dan 31. decembra 2007 v Sloveniji pogostost imena Veselinjka med ženskami manjša kot 5 ali pa se to ime med ženskimi imeni ne pojavlja.